# Neidschütz
Neidschütz ist ein Ortsteil von Naumburg (Saale) im Burgenlandkreis in Sachsen-Anhalt.

## Lage

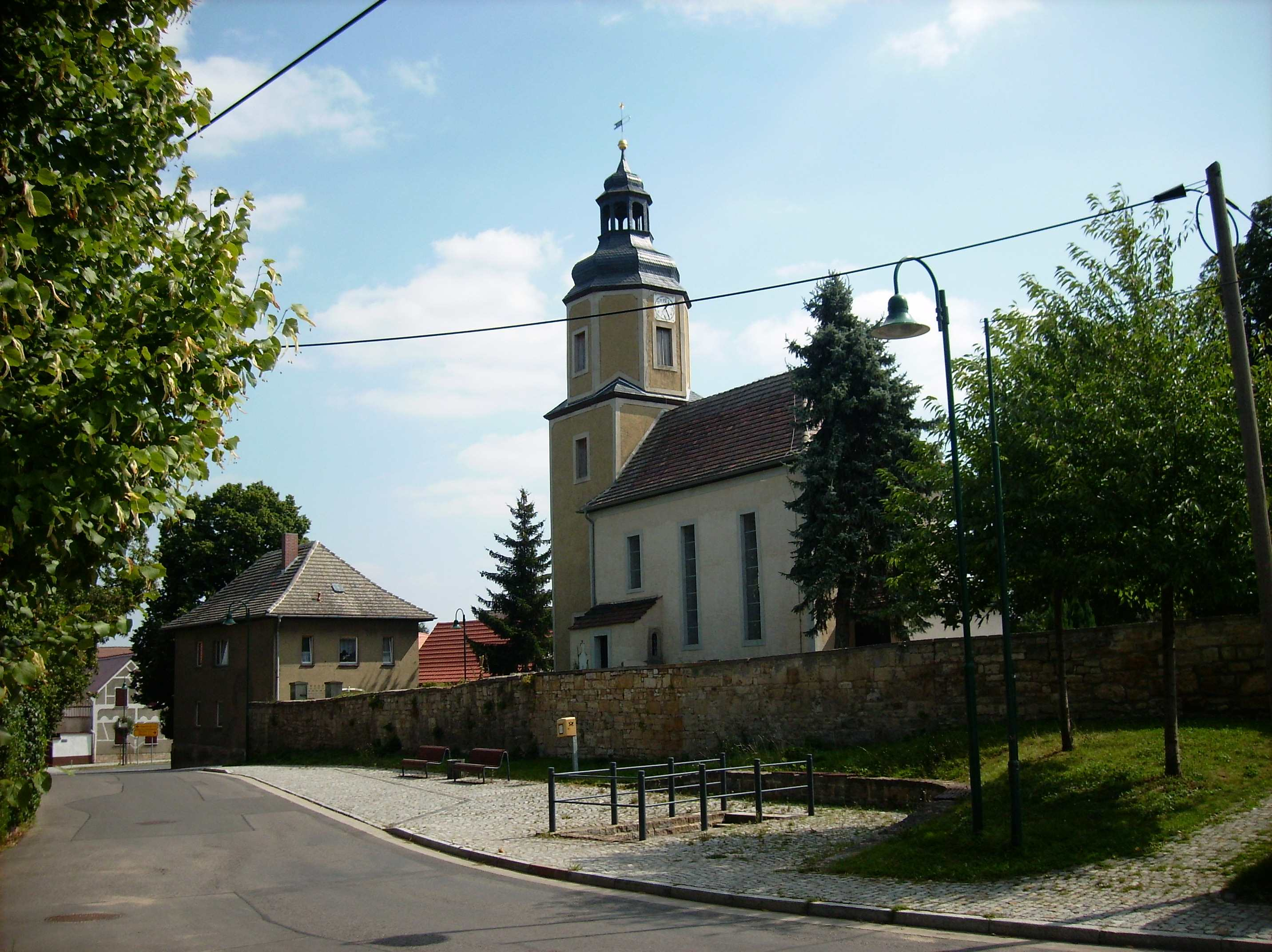
Kirche

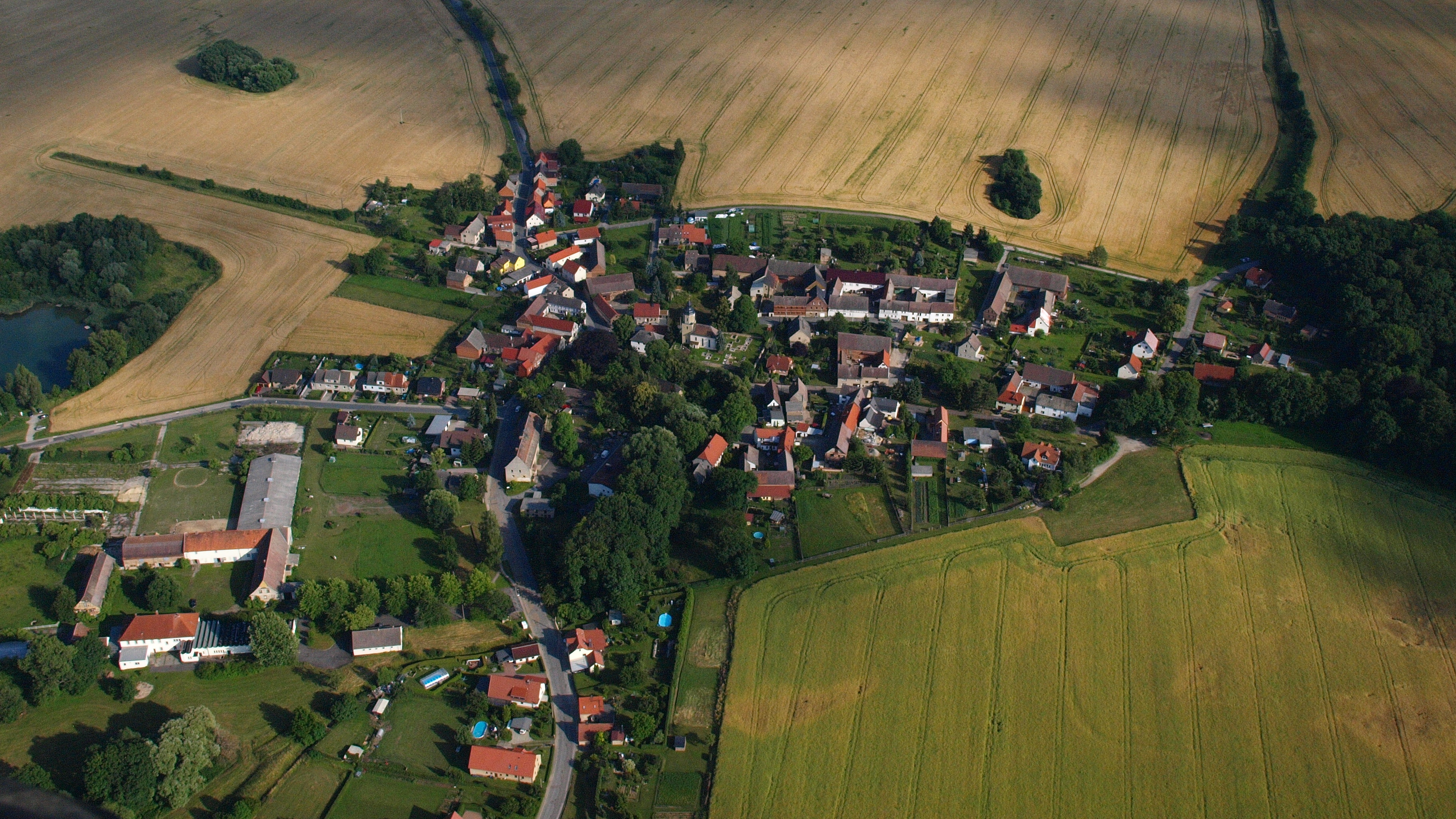
Neidschütz, Luftaufnahme (2011)

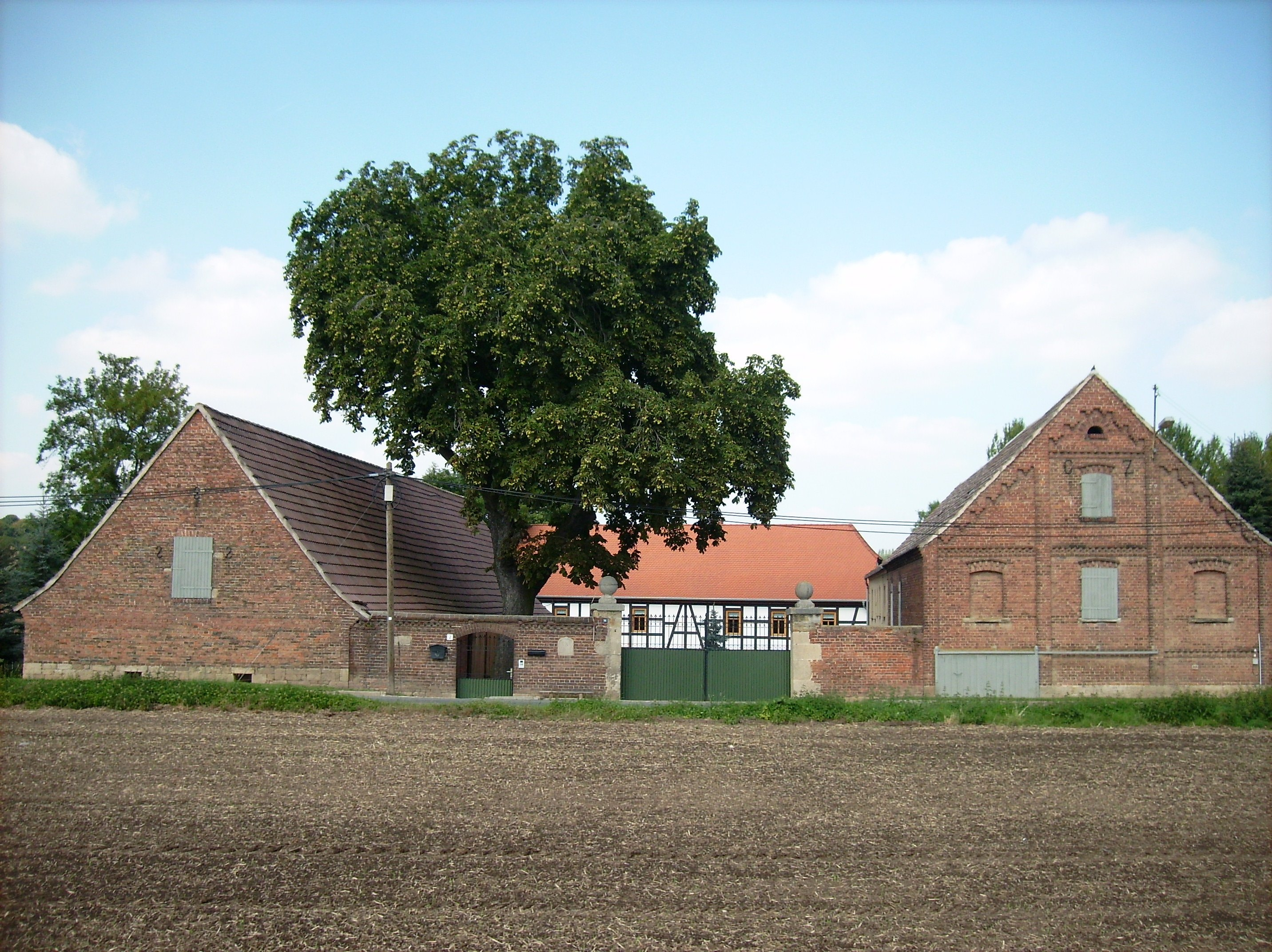
Spitzmühle

Er liegt etwa 2 km südlich vor Naumburg im beginnenden Lösshügelland um Zeitz, einem Ausläufer der Leipziger Tieflandbucht.

## Geschichte
Erstmals urkundlich erwähnt wird Neidschütz im Zeitraum 1181/1186. Dem Namen nach zu urteilen, wurde dieses Dorf von Slawen angelegt. Ein gleichnamiges Adelsgeschlecht von Neitschütz hatte hier seinen Stammsitz. Der Ort gehörte zum wettinischen Kreisamt Eisenberg, welches aufgrund mehrerer Teilungen im Lauf seines Bestehens unter der Hoheit verschiedener Ernestinischer Herzogtümer stand. Auch die Dompropstei Naumburg hatte umfangreichen Besitz im Ort.
Die Einwohner von Neidschütz lebten bis ins 20. Jahrhundert vorwiegend von der Landwirtschaft und dem Betreiben von Mühlen. So gab es im Ort mehrere Mühlen. Diese konnten aufgrund zweier Quellen auch während längerer Trockenperioden betrieben werden. 1823 ließ der Eigentümer der Ober- und Weidenmühle die zwei Quellenabflüsse zusammenlegen, so dass daraus der Kugelbach entstand. Die Obermühle, bei der es sich um eine Ölmühle handelte, wurde in den Jahren 1730 bis 1734 auf das Mahlen von Getreide umgestellt. Im Jahre 1897 kam es in der Mühle zu einem Brand, bei dem diese erheblich beschädigt wurde. In der Folgezeit wurde sie mit Unterstützung verschiedener Seiten wieder aufgebaut und diente bis in die 1930er Jahre dem Mahlen von Getreide. Eine weitere Mühle, die Schlossmühle, wurde bei einem Brand im Jahre 1914 vollständig zerstört und in der Folge abgetragen.
1826 kam Neidschütz mit dem Nordteil des Kreisamts Eisenberg vom Herzogtum Sachsen-Gotha-Altenburg zum Herzogtum Sachsen-Meiningen und wurde Teil der Exklave Camburg. Von 1922 bis 1939 gehörte der Ort zur Kreisabteilung Camburg, anschließend bis 1948 zum thüringischen Landkreis Stadtroda, danach kurzzeitig zum Landkreis Jena. Bei der Gebietsreform von 1952 in der DDR kam der Ort an den  Kreis Naumburg im Bezirk Halle, wodurch seine Zugehörigkeit zu Thüringen endete.

## Grubenteich bei Neidschütz
Richtung Boblas, ca. 200 m außerhalb des Dorfes, liegt der Grubenteich (auch Schachteich), der zugleich auch ein Angelteich ist. An der Stelle dieses Teichs befand sich früher ein Kohletagebau.

## Politik
Ortsbürgermeister von Neidschütz und Boblas ist Pascal Dix.